# Synérèse
Pour l’article homonyme, voir Synérèse (chimie).
En linguistique, le terme synérèse (< latin synaeresis, < grec ancien συναίρεσις synaíresis « contraction »), pris à la rhétorique, est une modification phonétique qui consiste dans la fusion de deux voyelles contigües en syllabes voisines, qui forment ainsi une diphtongue,,,.
La synérèse s’oppose au phénomène appelé diérèse, c’est-à-dire la prononciation des voyelles dans la même position avec un hiatus entre elles ou l’hiatus étant éliminé par l’introduction d’une semi-consonne ou d’un coup de glotte,,,.
En fonction de la langue considérée, la synérèse peut se manifester à l’intérieur des mots ou également à la limite entre mots. La synérèse et la diérèse dans la même séquence de la chaîne parlée (mot ou succession de mots) peuvent coexister dans une même langue. Elles peuvent être des phénomènes standard ou non standard, dans ce dernier cas étant dialectales ou individuelles.

## Exemples dans quelques langues

### Français
En français il y a synérèse seulement à l’intérieur des mots, par formation de diphtongues ascendantes, par changement des voyelles [i], [y] et [u] en les semi-voyelles [j], [ɥ] et [w], respectivement. La distribution de la synérèse et de la diérèse dans le cas des mêmes mots est régionale. À Paris et dans l’ouest de la France il y a d’ordinaire synérèse. Par exemple, les mots lion, buée et louer se prononcent [ljɔ̃], [bɥe] et [lwe], respectivement. Par contre, dans le nord, l’est et le Midi de la France, ainsi qu’en Belgique, de tels mots sont en général prononcés avec diérèse : [li.ɔ̃], [by.e], [lu.e]. Le standard recommande en général la synérèse, sauf dans certaines situations où les voyelles sont précédées d’une consonne + r ou l, ex. trouer [tʁuˈe], fluet [flyˈɛ], oublier [ubliˈe]. La diérèse peut aussi être individuelle, même dans des régions où c’est la synérèse qui prédomine.

### Italien
L’histoire de l’italien présente une tendance à la synérèse, dans des mots comme continuo [konˈtinwo] « continu », patria [ˈpatrja] « patrie », empio [ˈempjo] « impie ». Elle peut aussi être réalisée avec la diphtongue descendante [aw], ex. Laura [ˈlawra]. Ce sont des prononciations standard, suivies en Toscane et en Italie du nord, mais dans le sud, les mêmes mots sont prononcés avec diérèse, c’est-à-dire avec [u.o], [i.a], [i.o] et [a.u], respectivement.

### Roumain
En roumain, la synérèse se réalise, selon le standard, seulement avec des diphtongues ascendantes, ex. teatru [ˈte̯a.tru] « théâtre ». Avec des diphtongues descendantes, elle est non standard (régionale ou individuelle), ex. reumatism [rew.maˈtism] au lieu de [re.u.maˈtism] « rhumatismes ».
Dans cette langue il peut y avoir synérèse entre deux mots aussi. Elle est obligatoire au contact de certains pronoms personnels et réfléchis atones monosyllabiques terminés en [e] ou en [i] et les formes du verbe auxiliaire avea « avoir », ex. ți-am spus « je t’ai dit », duce-le-aș « je les emporterais », te-am întrebat « je t’ai demandé », ne-ai povestit « tu nous as raconté », te-ai întoarce « tu retournerais ». Il y a également synérèse facultative, entre clitiques terminés en [e] et mots à sens lexical commençant par une voyelle, ainsi qu’entre mots à sens lexical terminés en [e] et clitiques commençant par une voyelle. Elle se fait pour accélérer la parole. Exemples : de atunci [de.aˈtunt͡ʃʲ] > de-atunci [de̯aˈtunt͡ʃʲ] « depuis lors », pe aici [pe.aˈjit͡ʃʲ] > pe-aici [pe̯aˈjit͡ʃʲ] « par ici », îmi pare o poveste [ɨmʲˈpa.re.o.poˈveste] > îmi pare-o poveste [ɨmʲˈpa.re̯o.poˈveste] « ça me paraît un conte ». Dans l’écriture roumaine, la synérèse entre mots est marquée par un trait d’union.

## Dans la versification
Dans la versification on applique la synérèse ou la diérèse parmi les procédés qui visent à obtenir le nombre nécessaire de syllabes dans les vers. Dans les versifications classiques il y avait des règles concernant le recours à la synérèse et à la diérèse. La versification française, par exemple, suivait la tradition étymologique. Si l’hiatus dans un mot utilisé provient d’une seule voyelle dans la langue d’origine (particulièrement le latin), il était compté en synérèse. Si, par contre, il provient d’un hiatus, il était compté en diérèse.
Par exemple, le vers Va te purifier dans l’air supérieur (Charles Baudelaire) est un alexandrin, devant donc compter douze syllabes. En français standard actuel, les mots purifier et supérieur comportent trois syllabes chacun, avec synérèse dans les syllabes -fier [fje] et -rieur [ʁjœːʁ], respectivement, mais dans ce vers il leur est appliqué la diérèse ([fi.e] et [ʁi.œːʁ]). Par conséquent, ces deux mots ayant ainsi chacun une syllabe de plus, le vers en compte douze. La diérèse est ici conforme à la règle, puisque les mots en cause ont pour étymons (la) purificare et superior, les voyelles concernées étant dans des syllabes à part.

## Sources bibliographiques
- (ro) Bărbuță, Ion et al., Gramatica uzuală a limbii române [« Grammaire usuelle du roumain »], Chișinău, Litera, 2000  (ISBN 9975-74-295-5) (consulté le 28 septembre 2019)
- (ro) Bidu-Vrănceanu, Angela et al., Dicționar general de științe. Științe ale limbii [« Dictionnaire général des sciences. Sciences de la langue »], Bucarest, Editura științifică, 1997  (ISBN 973-440229-3) (consulté le 28 septembre 2019)
- (en) Bussmann, Hadumod (dir.), Dictionary of Language and Linguistics [« Dictionnaire de la langue et de la linguistique »], Londres – New York, Routledge, 1998  (ISBN 0-203-98005-0) (consulté le 28 septembre 2019)
- (ro) Constantinescu-Dobridor, Gheorghe, Dicționar de termeni lingvistici [« Dictionnaire de termes linguistiques »], Bucarest, Teora, 1998 ; en ligne : Dexonline (DTL) (consulté le 28 septembre 2019)
- Dubois, Jean et al., Dictionnaire de linguistique, Paris, Larousse-Bordas/VUEF, 2002 (consulté le 18 avril 2023)
- Grevisse, Maurice et Goosse, André, Le Bon Usage. Grammaire française, Bruxelles, De Boeck Université, 2007, 14e édition,  (ISBN 978-2-8011-1404-9) (consulté le 18 avril 2023)
- Jenny, Laurent, « Versification », Méthodes et problèmes, Genève, Département de français moderne, Université de Genève, 2003 (consulté le 28 septembre 2019)
- Kalmbach, Jean-Michel, Phonétique et prononciation du français pour apprenants finnophones, version 1.1.9., Université de Jyväskylä (Finlande), 2013  (ISBN 978-951-39-4424-7) (consulté le 28 septembre 2019)